# Riefenbach
Der Riefenbach ist ein ca. 5 km langer, orografisch linker Zufluss der Radau im Harz und in der Stadt Bad Harzburg im Landkreis Goslar.

## Etymologie
Der Name leitet sich von einer mittelniederdeutschen Grundform *Rīfen-beke ab. „Rīfe“ bedeutet so viel wie Einschnitt, sodass sich eine Bedeutung „die Einschneidende, einschneidender Bach“ ergibt. Historische Namen für den Riefenbach sind Reiffenbeck 1548, Riffenbeck/Riffenbach 1578, Reiffen Beeck 1666, (im) Rieffenbeeke 1689 und 1784 Riefen Bach.

## Verlauf
Die Quelle liegt am Huneberg im Nationalpark Harz. Zunächst fließt der Riefenbach bei starkem Gefälle nach Nordosten, die ersten Seitenbäche werden bereits nach etwa 500 Metern Distanz aufgenommen. Etwa 750 Meter nordöstlich der Quelle leitet ein Graben ein Teil des Wassers zur Großen Hune ab, ein Nebenfluss der Oker. Nach zwei Kilometern tritt der Riefenbach in das nach ihm benannte Riefenbachtal ein, das etwa 300 Meter westlich der Radau parallel zu deren Tal verläuft. Einen halben Kilometer vor der Mündung erreicht der Riefenbach das Stadtgebiet Bad Harzburgs, durchfließt als größtenteils kanalisierter Bach den Kurpark und mündet 40 Meter westlich der Bundesstraße 4 in die Radau.

## Strukturgüte
Der Riefenbach ist ein schnell fließender Bergbach, dessen Sohle mit Geröll und Kies bedeckt ist. Da das Gewässer fast vollständig im unbesiedelten Hochharz fließt und keine weiteren nennenswerten Belastungen wie Altlasten von Schwermetallen durch die Harzer Bergbaugeschichte vorliegen, wird dem Bach im Gewässergütebericht des NLWKN von 2002 die biologische Qualitätsnote I zuerkannt.
Insgesamt konnten fünf Arten nachgewiesen werden, die auf der niedersächsischen Roten Liste gefährdeter Arten stehen; es handelt sich dabei allesamt um Köcherfliegen.